# Anna annA
Anna annA ist ein Kinderfilm von Greti Kläy und Jürgen Brauer aus dem Jahr 1993. Der in deutsch-schweizerisch-luxemburgischer Co-Produktion entstandene Film beruht auf dem gleichnamigen Kinderbuch von Lukas Hartmann, der auch am Drehbuch beteiligt war.

## Handlung
Anna ist eine vergessliche Schülerin. Weil sie mal wieder ihr Deutschbuch vergessen hat, erhält sie von ihrem Lehrer einen Tadel, dabei nutzt nur ihre Spielzeugfamilie Gygax das Buch in ihrem Kinderzimmer als Zelt. Da die Gygax, die in Annas Fantasie lebendig werden, das Buch auch in Zukunft als Unterkunft brauchen werden, kopiert Anna heimlich am neuen Großkopierer der Schule ein ganzes Buch – und der sprechende Kopierer „Copy“ schafft es tatsächlich, eine vollkommen identische Kopie des Schulbuchs herzustellen, nur dass auf der Kopie der Tintenfleck des Originals fehlt. Als die Familie Gygax in Annas Fortspinnung der Geschichte zwei weitere Kopien des Buchs benötigt, um ihr Familienoberhaupt vor einem gemeinen Herrscher zu retten, schleicht sich Anna in der Schule heimlich zum Kopierer, der sie begrüßt. Als der Hausmeister zum Kopierraum kommt, klettert Anna schnell in den Kopierer, der nun eine vollkommen identische Kopie Annas herstellt: annA hat im Gegensatz zum Original nur keine Zahnplomben.
Anna und annA versuchen, ihre Dopplung geheim zu halten. Vor allem die Mutter soll nichts erfahren, zumal die gerade einen neuen Freund hat, den Anna ablehnt, der annA jedoch gefällt. Auch der Mitschüler Adrian, den Anna immer ignoriert, wird von annA freudig begrüßt. Beide Mädchen beschließen, sich in allem jeweils abzuwechseln: Die erste Nacht schläft annA auf dem Dachboden und hat den nächsten Tag frei. Anna hingegen schläft in ihrem Kinderzimmer und geht am nächsten Tag zur Schule, wo sie wie gewohnt den inzwischen etwas verwirrten Adrian ignoriert. Am folgenden Tag machen es die Mädchen genau andersherum. annA, die eine schlechte Matheschülerin ist, bringt jedoch ihren Lehrer in Rage, als sie auf seine Fragen frech antwortet. Da sie zwei Tadel von ihm erhält, täuscht sie eine Ohnmacht vor, um endlich den Matheunterricht verlassen zu dürfen. Anna ist unterdessen in den Zoo gegangen, wie es annA am Vortag getan hatte. Als annA nun der Regel entsprechend wieder eine Nacht auf dem Dachboden verbringen soll, weigert sie sich und reißt lieber aus.
Anna führt unterdessen mit ihrer Mutter ein klärendes Gespräch, spürt die doch, dass ihre Tochter sich von Zeit zu Zeit vollkommen gegensätzlich verhält. Sie meint, Anna könne froh sein, keine Schwester zu haben, da diese nur ihre Sachen durcheinanderbringen würde. Sie selbst habe sich in ihrer Kinderzeit vor ihrer großen Schwester in ein kleines Versteck bei ihrem Großvater geflüchtet. Auch annA ist geflüchtet und hat sich in einem Autowrack eine Höhle gebaut. Als jedoch ein Sturzregen niedergeht, eilt annA zurück zur Wohnung, wo sie von Anna glücklich begrüßt wird. Sie hat erkannt, dass annA eine gute Schwester ist und beide Mädchen verbringen die Nacht nun im selben Bett. Die Mutter findet sie dort am nächsten Morgen. Nach dem ersten Schock beschließt sie, dass die Familie nun eben aus zwei Schwestern besteht. Zu dritt gehen sie in die Stadt und treffen auf die gesamte Klasse Annas. Auch Adrian befindet sich in der Gruppe – während sich die Kinder noch taxieren, tritt ein Adrian identischer Junge neben ihn und die Kinder beginnen zu lachen.

## Produktion
Anna annA war das Regiedebüt der Schweizer Kostümbildnerin Greti Kläy, die zu dieser Zeit 62 Jahre alt war. Sie hatte in der Schweiz das Kinderbuch Anna annA von Lukas Hartmann entdeckt und sich die Rechte an der Verfilmung gesichert.
Der Film wurde vom 10. Oktober 1991 bis zum 29. November 1991 in Köln und Berlin gedreht. Er erlebte am 13. Mai 1993 im Metropolis in Köln seine Premiere und lief erstmals am 25. Dezember 1994 auf dem Ersten im Fernsehen.

## Kritik
Die Kritik lobte die Darsteller des Films, darunter vor allem die beiden Anna-Darstellerinnen, die „ihre Rollen mit sichtbarer Freude“ spielen und dem Film „durch ihr freches, lebhaftes und natürliches Spiel einen Hauch von Schwung und Frische“ geben. Anna annA sei als „ebenso lustige[r] wie witzige[r] Kinderfilm […] mit viel Phantasie inszeniert“. Für Cinema war der Film ein „netter“ und „[s]urrealer Spaß“.
Dem Film mangele es jedoch an einer dramatischen Zuspitzung, „es fehlt die Welthaltigkeit, die bedeutende Geschichte, die der Kinofilm als öffentlich wirkendes Kunstwerk braucht.“ Dadurch und aufgrund der „breit angelegten Erzählweise“ erlahme bei jüngeren Zuschauern schnell das Interesse für den Ausgang des Geschehens. Frank-Burkhard Habel schrieb, dass der Film „trotz phantasievoller Elemente […] recht langatmig“ wurde.